# Гиперпоп
Гиперпоп (англ. hyperpop) или хайперпоп — свободно определяемое музыкальное направление, характеризующееся преувеличенным подходом к популярной музыке. Исполнители этого жанра обычно объединяют поп-музыку и авангард с другими жанрами популярной музыки включая стили электроники, хип-хопа и танцевальной музыки.
Источники вдохновения хайперпопа можно проследить в работах исполнителей нью-рейв сцены, найткор сцены SoundCloud, а также в работах пионеров жанра фьюче-бейс — Rustie и Hudson Mohawke. В середине 2010-х годов, благодаря лейблу PC Music, стиль начал формироваться, тогда же впервые начал использоваться термин хайперпоп. Новый жанр получил широкое внимание в августе 2019 года, когда Spotify представили плейлист под названием Hyperpop с такими артистами, как SOPHIE, 100 Gecs, Charli XCX и Dorian Electra. Развитию направления способствовали популяризация в приложениях TikTok и Twitter.

## Отличительные черты
Гиперпоп отличается преувеличенным, самореференциальным подходом к поп-музыке и обычно использует такие элементы, как дерзкие синтезаторные мелодии, автотюн вокал, «earworm», чрезмерное сжатие и искажение, а также сюрреалистические или ностальгические отсылки к интернет-культуре нулевых и эпохе Web 2.0. Общие черты жанра включают вокал, который сильно обработан; металлические звуки, мелодичные звуки перкуссии; запоминающиеся припевы; короткие песни; и «блестящая, милая эстетика» в сочетании с тревожной лирикой.
Для журнала The Wall Street Journal Марк Ричардсон описал жанр как обострённый, усиленный, «искусственный» путь популярной музыки, в результате чего «музыка колеблется между красотой и уродством, поскольку сияющие мелодии сталкиваются с искажёнными инструментами». Для American Songwriter Joe Vitagliano отозвался о направлении, как о «захватывающим, помпезном и иконоборочном жанре — если это можно даже назвать „жанром“- […] звук искаженного синтезатора, автотюн вокала, глитч, перкуссия и своеобразная антиутопичная атмосфера позднего капитализма Архивная копия от 10 мая 2021 на Wayback Machine» Артисты часто «одновременно занимают авангардные и поп-чарты».
По мнению журналиста Vice Эли Эниса, гиперпоп в меньшей степени подкреплён музыкальными формальностями, большую роль играет «общий дух выходящего за рамки звука, при этом стиль все ещё находится в контексте поп-музыки». Гиперпоп может сочетать в себе элементы из электронной музыки,танцевальной музыки, хип-хопа, в том числе бабблгам-поп, транс, эмо-рэп, ню-метал, клауд-рэп, а также J- и K-pop. Также очевидно влияние трэпа, дабстепа и чиптюна. The Atlantic отметили, как жанр «сливается воедино и обновляет Топ-40 треков настоящего и прошлого: удар барабанов Джанет Джексон здесь, крик синтезатора Depeche Mode там, раздутый шум новизны повсюду», а также отметили, что «жанр — изюминка панк -дерзости, хвастовства хип-хопа и шума металла».
Некоторые из представителей жанра идентифицируют себя как гендерно-изменчивые, гомосексуалы или трансгендерные люди. А акцент этого жанра на изменчивости вокала позволил артистам экспериментировать с гендерным представлением своих голосов.

## Происхождение
Работник Spotify Гленн Макдональд заявил, что впервые увидел термин гиперпоп в отношении британского лейбла PC Music в 2014 году, но название не считалось жанром до 2018 года. В британском интернет-издании The Independent Уилл Притчард узнал черты жанра в работах «изгоев» нью-рейв сцены в 2000-х годах, таких как Test Icicles. Он утверждал, что «звук, выпускаемый PC Music, имел современников, таких как Rustie и Hudson Mohawke», поясняя это как «естественную эволюцию жанра, артисты которого имеют тенденцию реабилитировать стили музыки, которые давно вышли из моды, постоянно пытаясь понять, что является „крутым“ и искусным, а что нет».

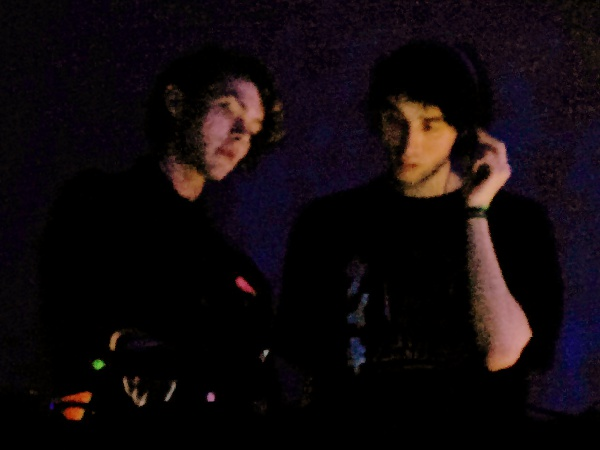
SOPHIE (слева) и A.G. Cook (справа) считаются пионерами гиперпопа

По словам Эниса из издания Vice, PC Music «заложили основу для мелодического изобилия [жанра] и карикатурного продакшена», причем некоторые сюрреалистические качества гиперпопа также были заимствованы из хип-хопа 2010-х. Становление гиперпопа как отдельного жанра обычно относят к производству музыки в середине 2010-х, когда гиперпоп-исполнители либо косвенно, либо напрямую вдохновлены PC Music. Энис считает, что жанр построен на влиянии PC Music, но также вдохновлён эмо-рэпом, трэпом, трансом и чиптюном.
Редактор Spotify Лиззи Сабо назвала основателя PC Music A.G. Cook «крестным отцом» гиперпопа. Variety и The New York Times описали работу Sophie как новаторскую в этом стиле, а Charli XCX была названа изданием Vice «королевой» стиля, а её микстейп Pop 2 2017 года установил образец нового звука, который спродюсировали Cook, Sophie, umru и EasyFun. Критики назвали микстейп «удачно выполненной миссией по обновлению поп-музыки — в звуковом, духовном и эстетическом плане — для современной эпохи».
Исполнители гиперпопа, не связанные с PC Music: 100 Gecs, Рина Саваяма и Дориан Электра. Дебютный альбом 100 Gecs 1000 Gecs (2019) собрал миллионы прослушиваний на стриминговых сервисах и помог закрепить этот стиль, доведя его «до самых крайних и особо запоминающихся заключений: обработанные трэп-биты размером со стадион; искажённый почти до разрушенного, перегруженного эмо вокала и каскадов рейв-арпеджио».

## Популярность
В августе 2019 года Spotify запустил плей-лист «Hyperpop», который ещё больше укрепил жанр и включал в себя 100 Gecs, A.G. Cook, Slayyyter, Gupi, Caroline Polachek, Hannah Diamond и Kim Petras. Редактор Spotify Лиззи Сабо и её коллеги нашли название для своего плей-листа после того, как Макдональд отметил термин в метаданных веб-сайта и классифицировал его как микрожанр.
Жанр стал быстро распространяться в приложении Tiktok, где стал набирать популярность в январе 2020 года. В 2021 году The Atlantic назвала песни «Kismet» и «BFF» артиста Slayyyter как «фирменные песни» этого стиля. Развитию жанра также способствовали популярные тренды в приложениях TikTok и Twitter, с такими артистами, как osquinn (он же p4rkr).
На международном уровне гиперпоп получил известность в странах Латинской Америки, таких как Аргентина, Чили и Мексика. Некоторые испаноязычные артисты и продюсеры, например Rakky Ripper, eurosanto и Autotune Angel, начали работать в этом жанре.